# Sacrilegium
Sacrilegium (укр. «Святотатство» або «Блюзнірство») — відеогра, survival horror від третьої особи, що розробляється польською компанією Reality Pump Studios. Гра вийде на платформах Microsoft Windows, OS X, PlayStation 3 та Xbox 360.
Головним героєм гри виступить молода дівчина на ім'я Алекс, якій доведеться втікати від нехороших людей.
Хоча сюжет буде досить лінійним, гравець зможе обирати декілька шляхів вирішення тих чи інших проблем де битва буде останнім найрадикальнішим засобом. Також героїні досить часто доведеться ховатися або ж втікати від неприємностей. У травні 2014 року було оголошено, що розробка гри призупинена.
У 2015 році Reality Pump збанкрутувала, тим самим припинивши розробку проєкту.

## Ігровий процес
У асортименті Алекс будуть різноманітні види зброї такі як пістолети та арбалети, у грі буде представлено QTE подібно до «Heavy Rain» а також вертольотні погоні та можливість їздити на мотоциклі.

## Сюжет
Молода студентка Алекс з Каліфорнії, часто подорожує світом: від туманних берегів Сан-Франциско до зловісних куточків старого континенту. Одного разу Алекс з'ясовує, що безпека сучасного світу оманлива, і що за якоюсь певною гранню знаходяться втілені в життя кошмари. Самотня та оточена пітьмою, Алекс змушена зіткнутися з сучасними вампірами Моро. Вона опиняється всередині смертельної змови, повної інтриг та зради. Алекс доведеться покладатися на свої інстинкти, навички, знання та віру, щоб вижити а головне врятувати усіх своїх друзів.